# 下條由香里
下條 由香里（しもじょう ゆかり、1988年8月17日 - ）は、元中京テレビ放送のアナウンサー、元CBCラジオのレポートドライバー、セントラルジャパン所属。

## 来歴
三重県津市出身、セントヨゼフ女子学園高等学校卒業。三重大学生物資源学部を卒業後、CBCレポートドライバーとして入社、その後2014年に中京テレビの契約アナウンサーとして入社（同期は、東柊、平山雅）。退社後は、沖縄で記者兼リポーターとして活躍。
大学時代は、「ゆかどち」のユニット名で「電磁マシマシ」に出演したり、CBCラジオ祭りのイベントステージに出演するなどしていた。卒業論文の題目は「褐藻カジメ配偶体の温度特性」。2013年9月に母校の三重大学で日本水産学会秋季学術大会が開かれた際には会員交歓会の司会に抜擢された。
2015年6月26日放送の『ZIP!』出演を以って中京テレビ放送を退社。その後琉球放送に移籍し、記者に
。2017年4月セントラルジャパンに移籍。　　　　　　　　　　　　　　　　　　　